# Нефтепровод Самсун — Джейхан

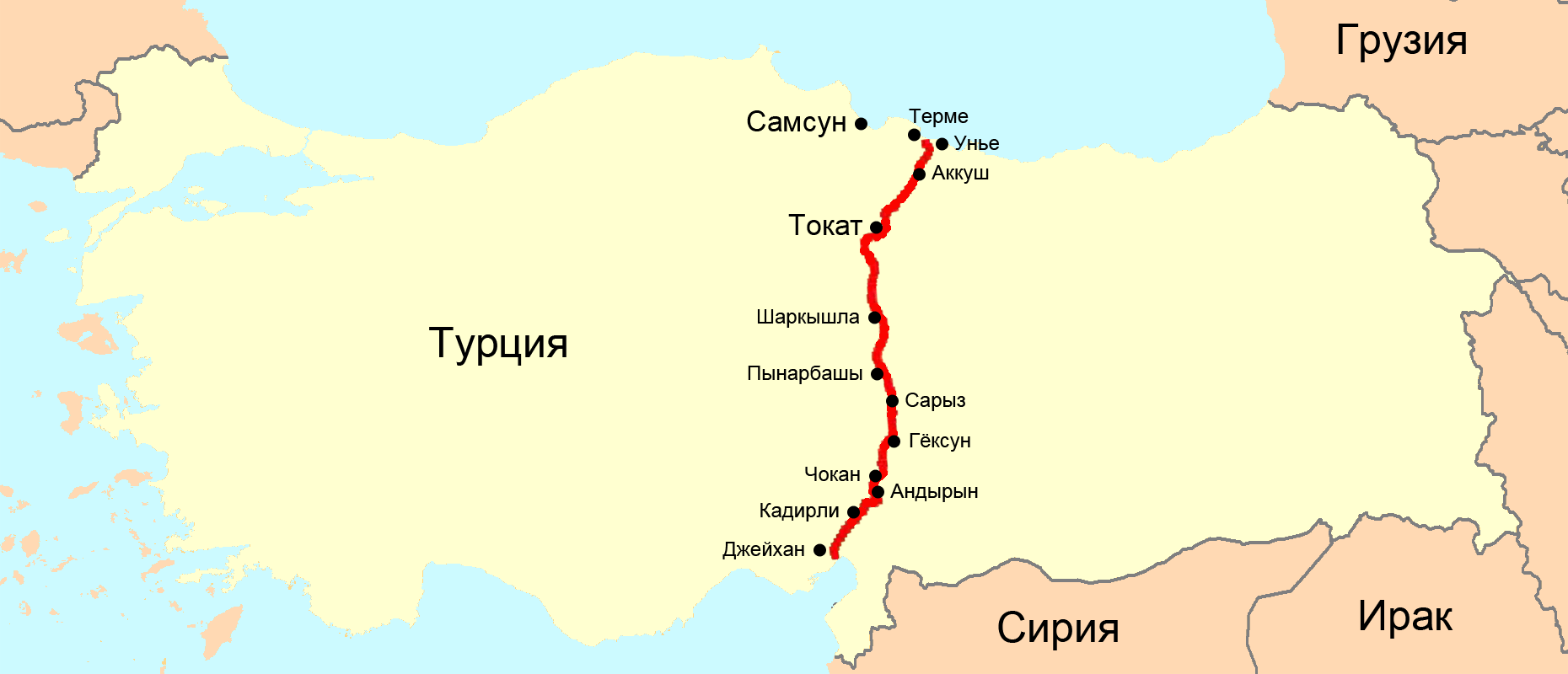
Карта нефтепровода Самсун — Джейхан

Нефтепрово́д Самсу́н — Джейха́н (Трансанатоли́йский нефтепрово́д) — планируемый нефтепровод на территории Турции между побережьем Чёрного моря в районе Самсуна и берегом Средиземного моря в Джейхане. Цель проекта — обеспечить маршрут транспортировки сырой нефти из России и Казахстана в обход проливов Босфор и Дарданеллы.

## Хроника реализации проекта
Работа над проектом началась в 2003 году, когда итальянская компания Eni начала изучать возможные пути доставки нефти из каспийского региона в Европу. В 2004 году на основании предварительного анализа был выбран маршрут из Самсуна в Джейхан. Другой участник проекта — турецкая компания Çalık Enerji («Чалык Энерджи») — подготовила необходимые документы и запросила у властей разрешение на строительство 31 марта 2004 года.
26 сентября 2005 года Eni и Çalık Enerji подписали меморандум о взаимопонимании о создании совместного предприятия для строительства — «Трансанатолийской трубопроводной компании» (Trans-Anatolian Pipeline Company — TAPCO). Разрешение на строительство было получено в июне 2006 года. Технико-экономическое обоснование (ТЭО) проекта было полностью закончено в начале 2007 года.
24 апреля 2007 года в Джейхане состоялась церемония закладки первого камня, на которой присутствовали министр экономического развития Италии Пьерлуиджи Берсани и министр энергетики и природных ресурсов Турции Хилми Гюлер.
19 октября 2009 года главы правительств Италии, Турции и России подписали в Милане межправительственное соглашение о сотрудничестве в рамках строительства нефтепровода Самсун — Джейхан. Одновременно с этим действующие участники этого проекта — Eni, Çalık Holdings и их совместное предприятие TAPCO — подписали меморандум о взаимопонимании с двумя потенциальными партнёрами из России — ОАО «Роснефть» и ОАО «Транснефть».

## Технические характеристики
Проект состоит из разгрузочного терминала и резервуара для хранения нефти около Самсуна, нефтепровода в Джейхан и нефтяного резервуара в Джейхане. Для загрузки нефти в танкеры в Джейхане будет использоваться уже существующий терминал.
Длина нефтепровода составит 555 км. От Сарыза до Джейхана трубопровод будет проложен в коридоре нефтепровода Баку — Тбилиси — Джейхан. Диаметр трубы будет колебаться от 1072 до 1220 мм. На трассе нефтепровода будут построены четыре нефтеперекачивающие станции и одна станция понижения давления. Проектируемая мощность — 1,5 млн баррелей в сутки (240 000 м3/сут.), на начальном этапе — 1 млн баррелей в сутки (160 000 м3/сут.). Ёмкость резервуара в Самсуне составит 6 млн баррелей (950 000 м3), в Джейхане — 8 млн баррелей (1 300 000 м3).
Планируется, что нефтепровод будет запущен в эксплуатацию в 2012 г. Затраты оцениваются примерно в 2 млрд долл. США.

## Компания-оператор
Постройкой и управлением нефтепровода занимается «Трансанатолийская трубопроводная компания» (TAPCO), совместное предприятие Eni и Çalık Enerji, каждая из которых имеет в нём по 50%. Участники рассматривают привлечение других компаний в проект. В 2006 г. было анонсировано, что в проект может войти Индийская нефтяная корпорация (Indian Oil Corporation — IOC), получив долю 12,5%, однако сделка так и не была завершена. Также в проект могут войти российские нефтяные компании.
Планируется, что нефтепровод Самсун-Джейхан заполнит в основном нефть из России, Казахстана и Туркмении.